# Unión Social y Progresista de Corvera
Unión Social y Progresista de Corvera (USPC), es un partido político de ámbito local fundado en 2003 por varios antiguos afiliados de la agrupación corverana del Partido Socialista Obrero Español (PSOE). En las elecciones municipales de ese mismo año consiguió siete concejales, lo que le convirtió en el primer partido del concejo. Tras una negociación previa, firmó un pacto de gobierno con el Partido Popular (PP) y se nombró alcalde a su cabeza de lista Luis Belarmino Moro.
El 14 de diciembre de 2006 se celebró el Congreso Extraordinario del partido que nombró a la actual directiva.
En las elecciones municipales celebradas el 27 de mayo de 2007, la USPC fue el partido más votado de Corvera, obteniendo siete concejales y el 36,42% de los votos. Sin embargo, al constituirse la nueva corporación municipal, el 16 de junio de 2007, una alianza del PSOE (cinco concejales, 24,26%) e IU (dos concejales, 14,19%) recibió el apoyo de dos de los tres concejales del PP (tres concejales, 17,97%), perdiendo así la alcaldía pretendida por el cabeza de lista del partido Luis Belarmino Moro, resultando elegido alcalde el candidato socialista, José Luis Vega Álvarez. El 21 de agosto de 2008 se votó una moción de censura contra el alcalde socialista del municipio, moción que fue ganada por USPC y PP, siendo nombrado alcalde Luis Belarmino Moro.